# Great Wyrley
Great Wyrley – wieś w Anglii, w hrabstwie Staffordshire, w dystrykcie South Staffordshire. Leży 18 km na południowy wschód od miasta Stafford i 182 km na północny zachód od Londynu. Miejscowość liczy 11 236 mieszkańców.